# Trolejbusy w Warszawie

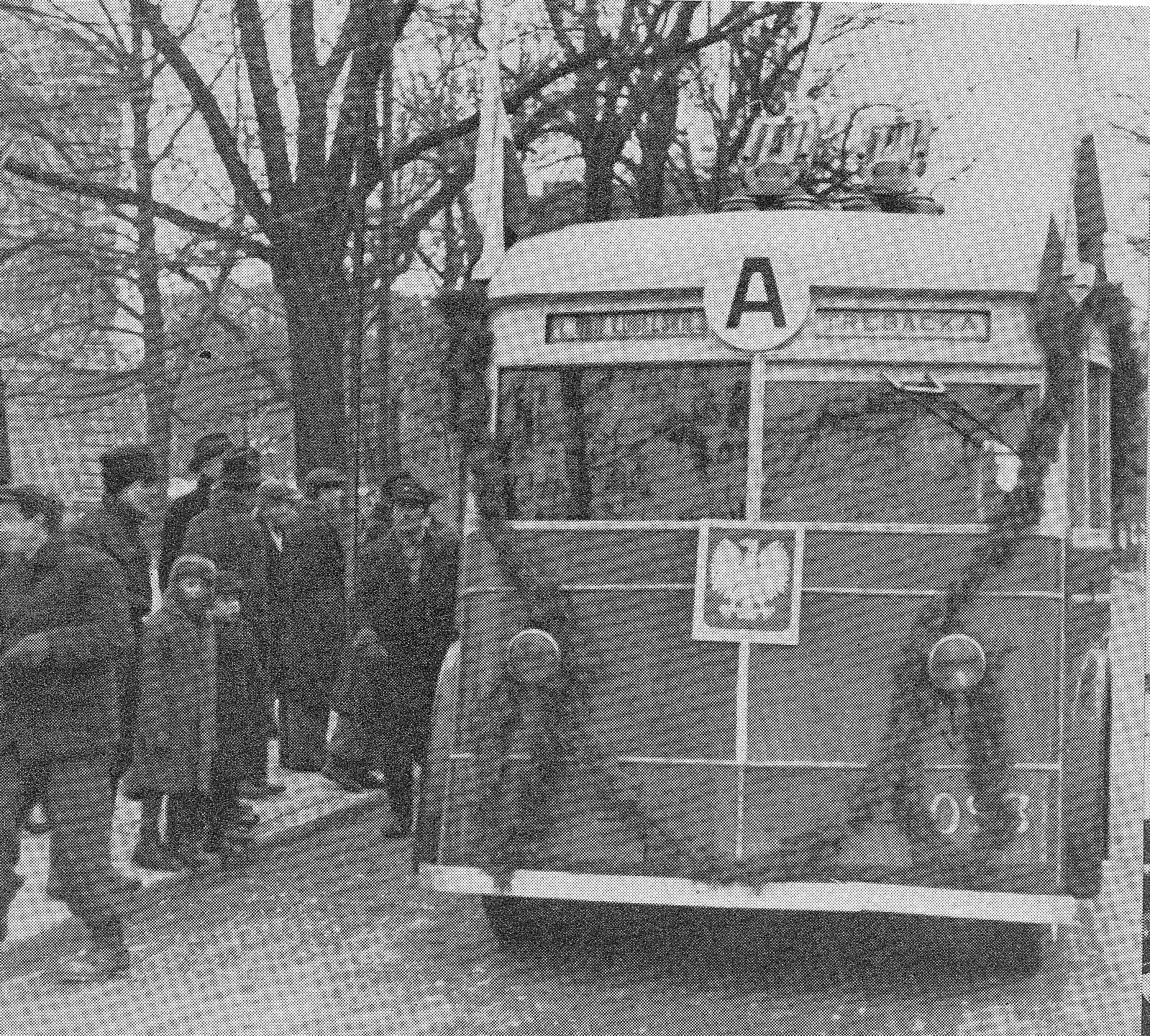
Pierwszy warszawski trolejbus na linii A, dar Moskwy dla Warszawy (1946)

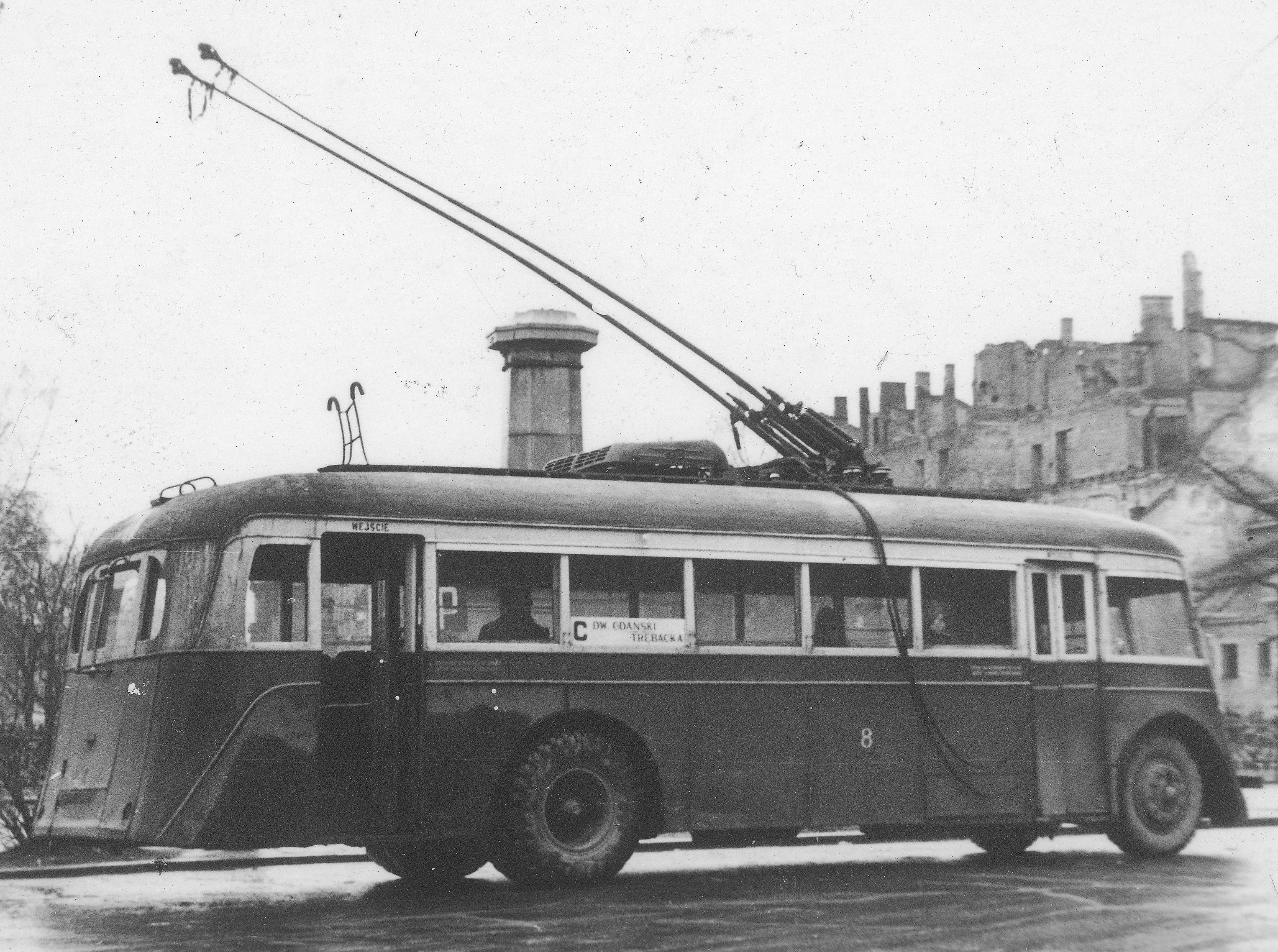
Trolejbus linii C na Krakowskim Przedmieściu, 1948

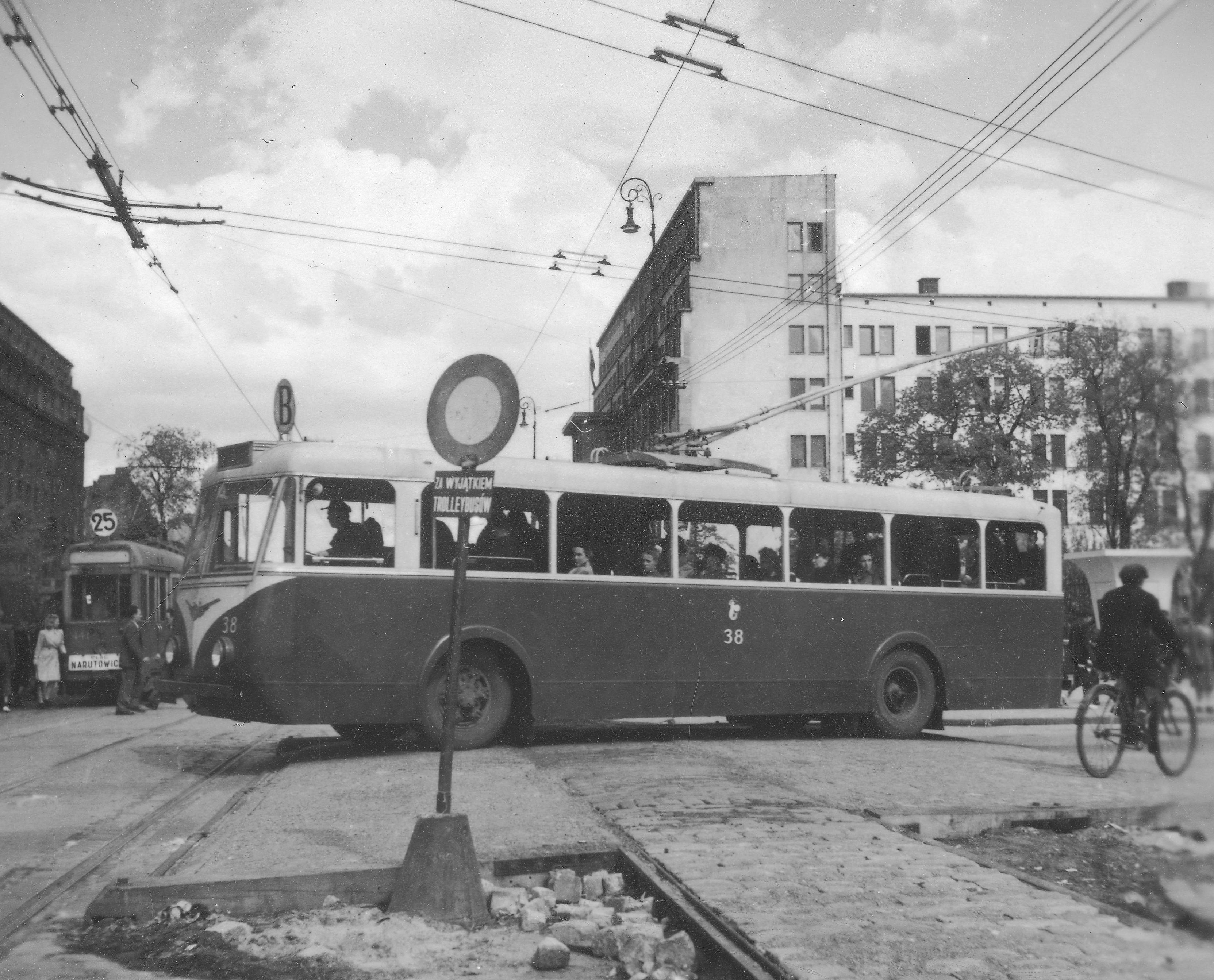
Trolejbus linii B na ul. Brackiej, 1948

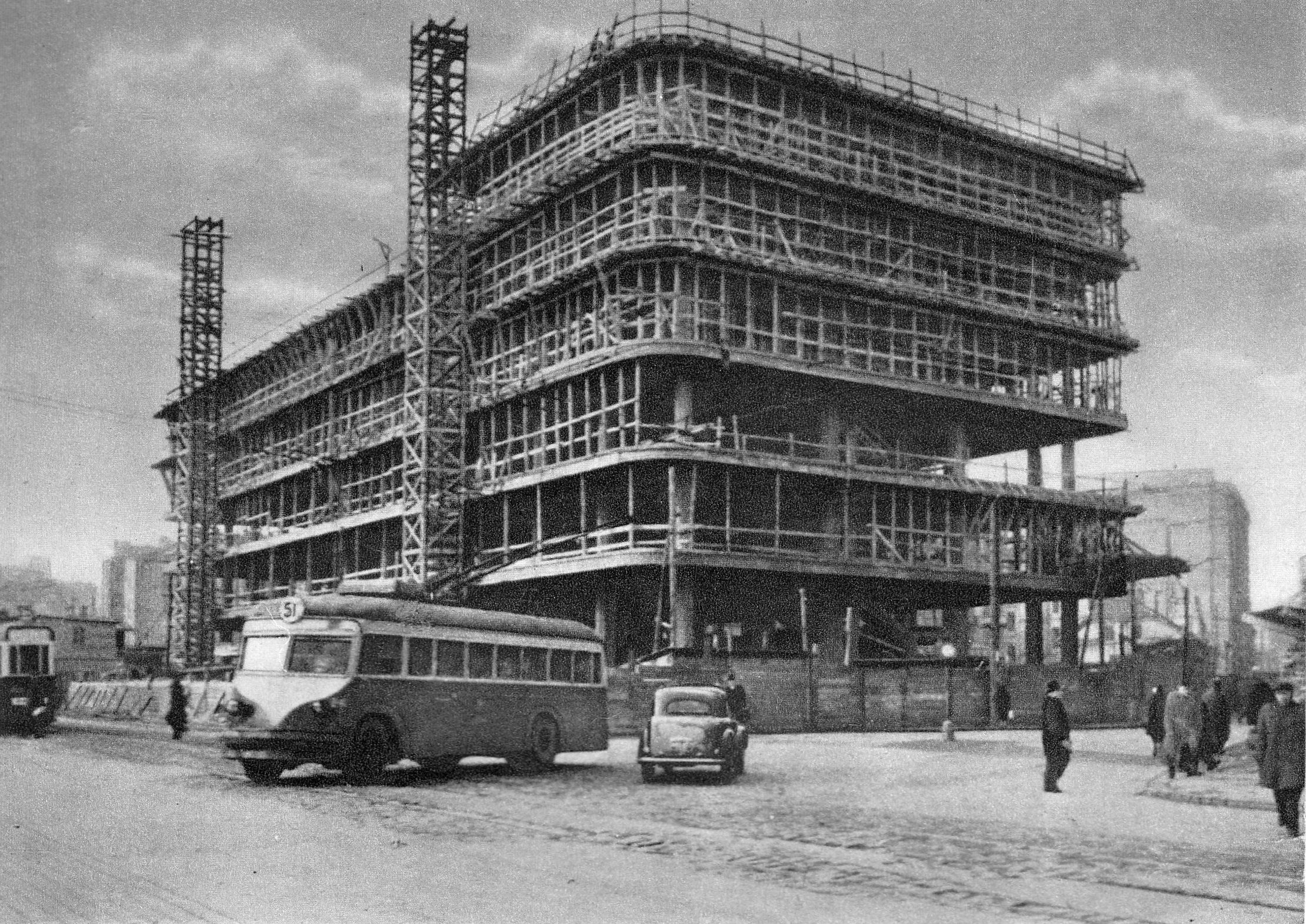
Trolejbus linii 51 wyjeżdżający z ul. Brackiej w kierunku placu Trzech Krzyży, 1950

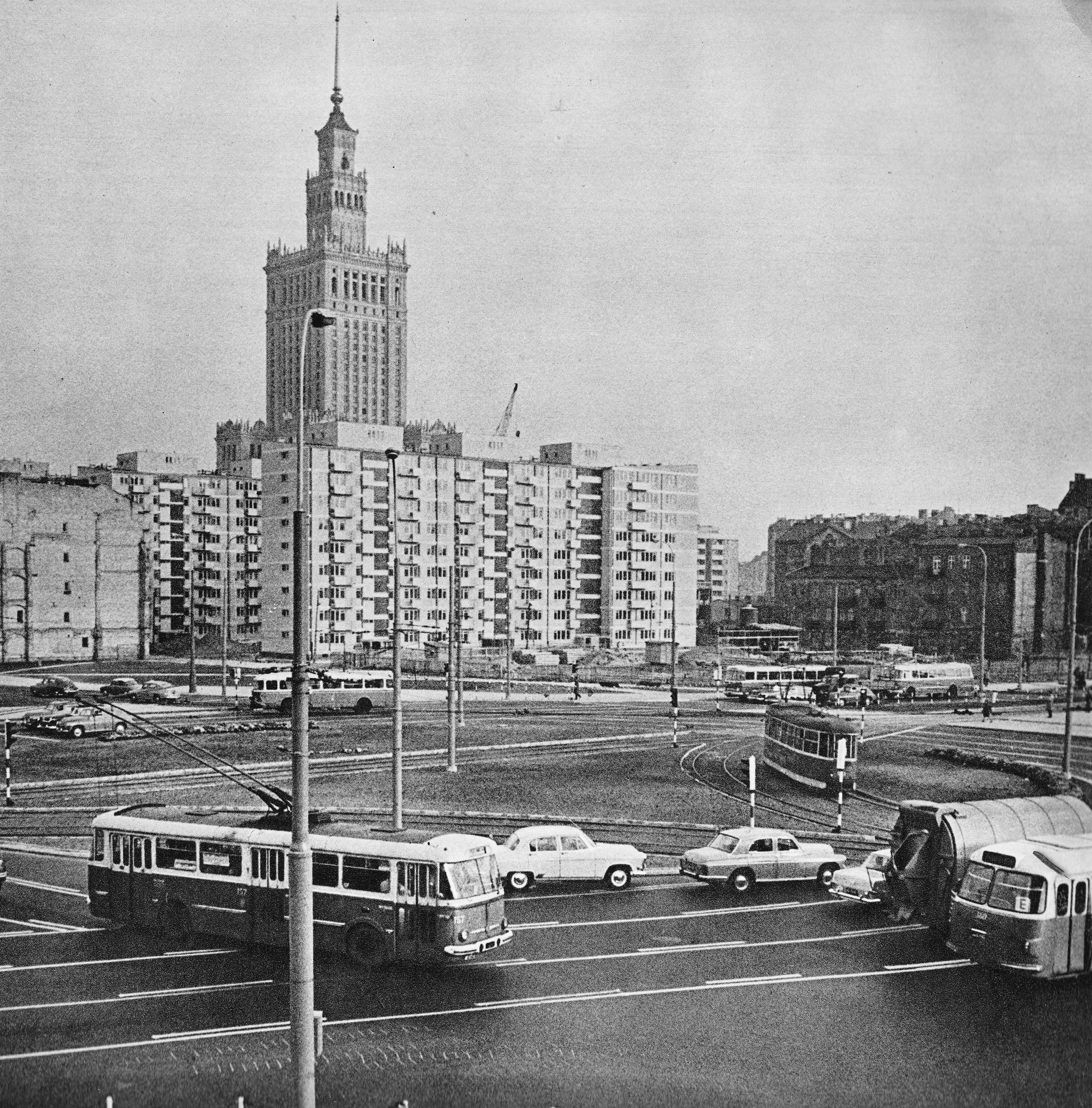
Trolejbus o nr bocznym 157 na obecnym rondzie ONZ w latach 60. XX wieku

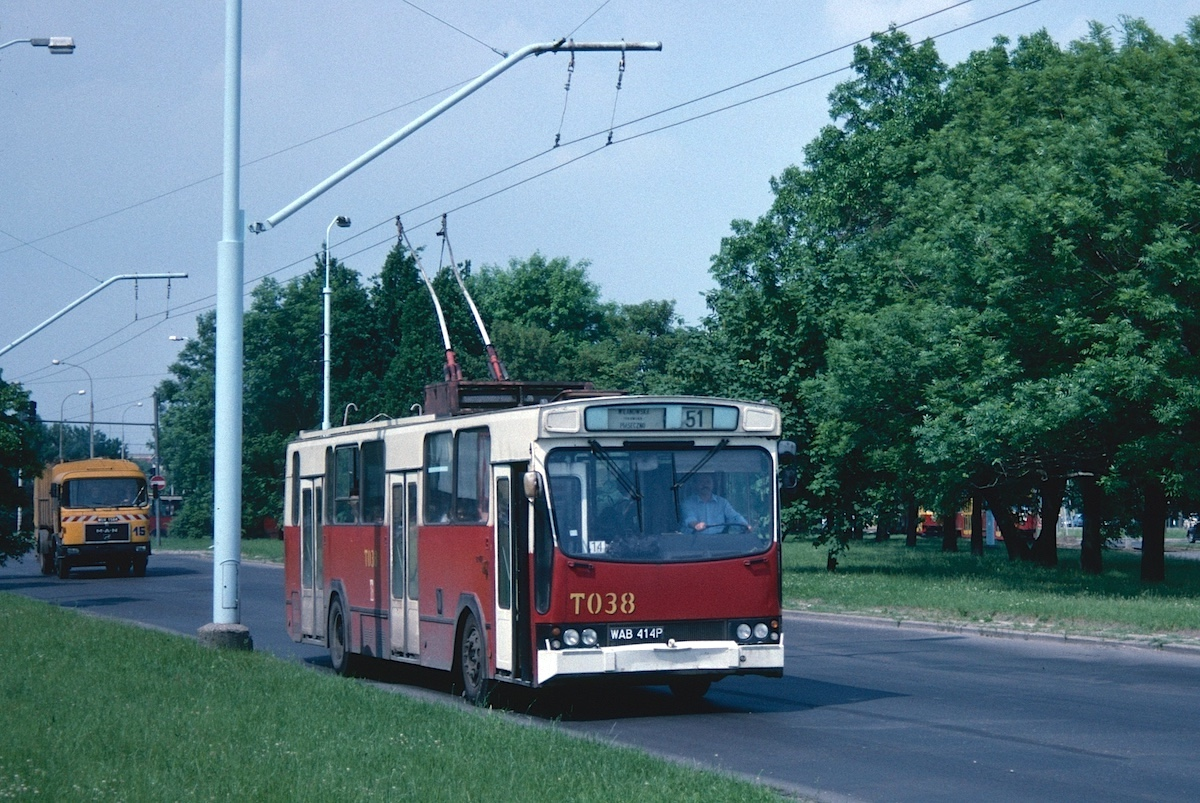
Trolejbus linii 51, 1995

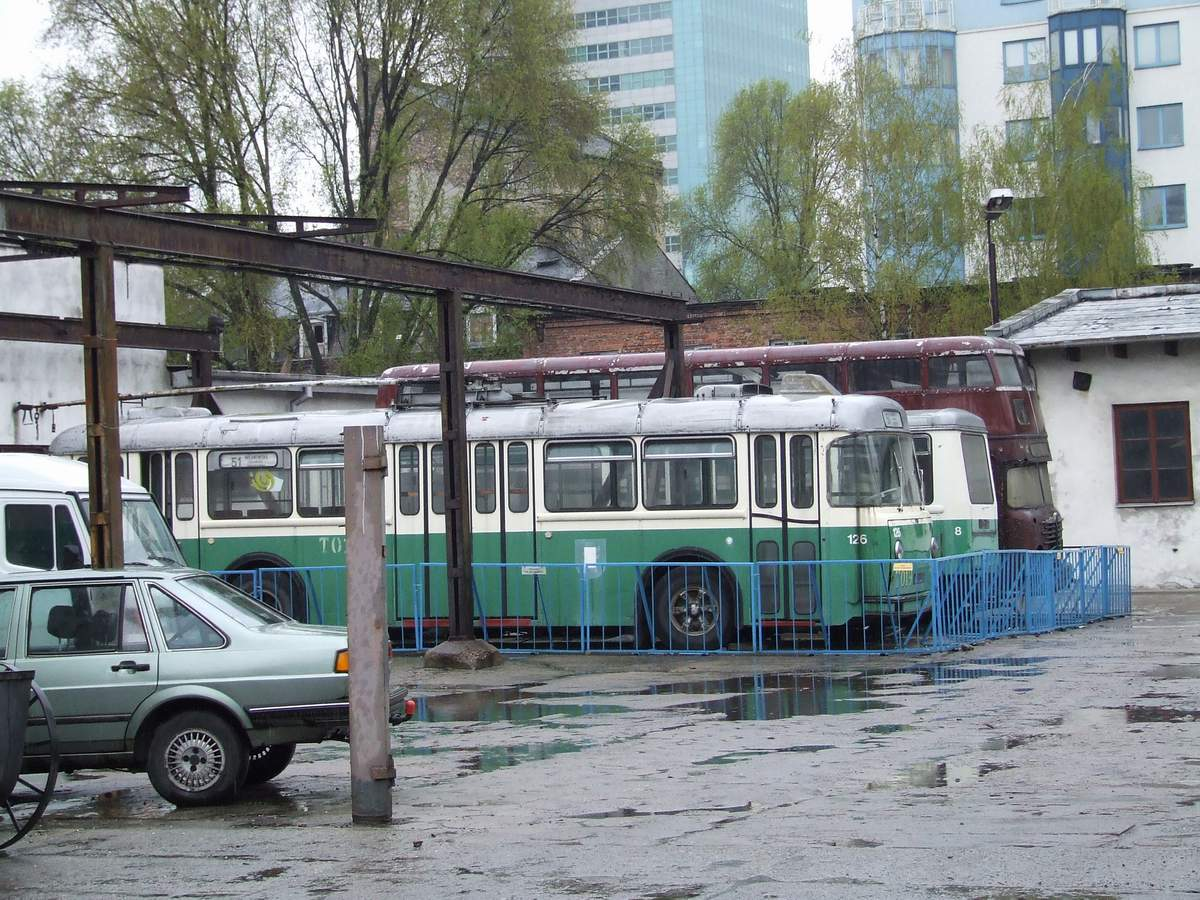
Warszawskie trolejbusy w Muzeum Przemysłu w fabryce Norblina

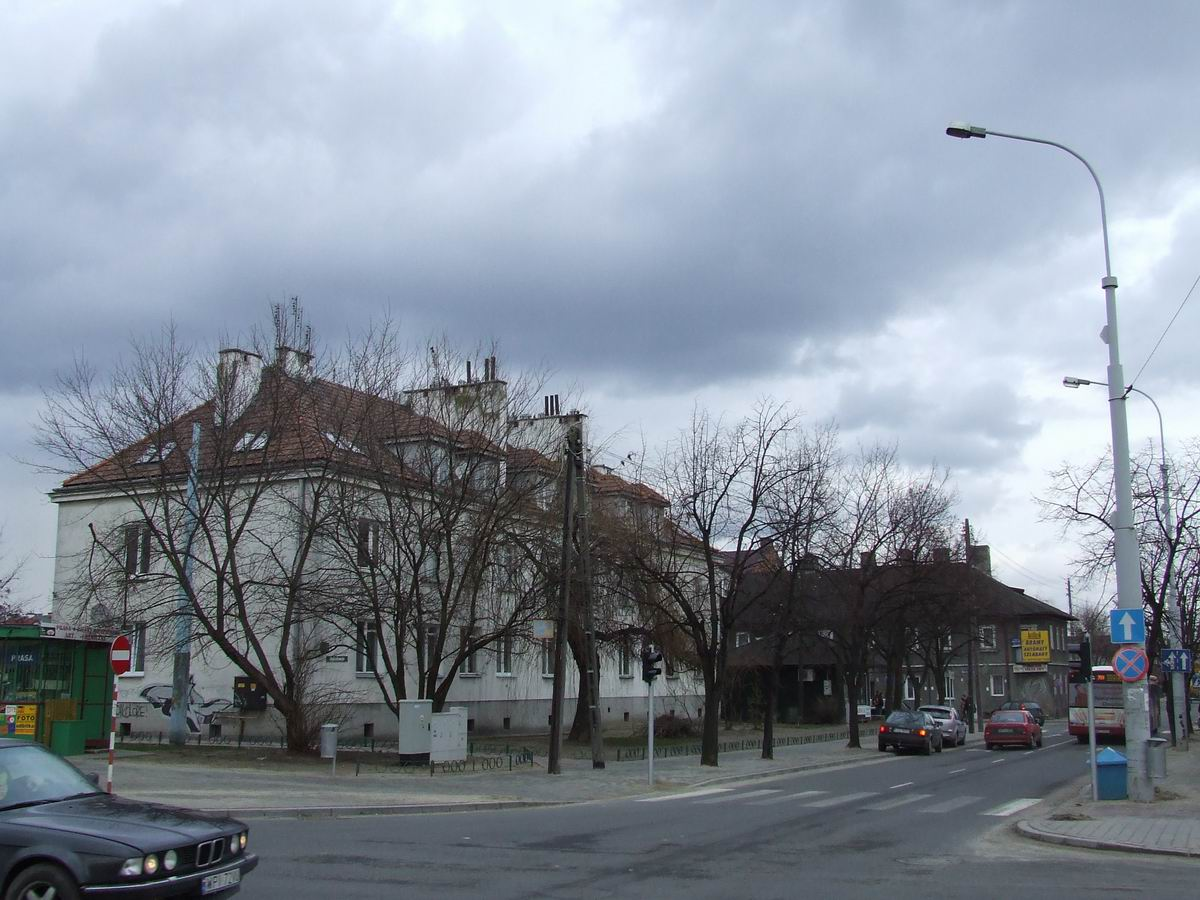
Centrum Piaseczna – po prawej charakterystyczny słup trakcji trolejbusowej

Trolejbusy w Warszawie – system miejskiej komunikacji trolejbusowej działający w Warszawie w latach od 1946 do 1973 i drugi raz od 1983 aż do likwidacji w 1995.

## Historia
W marcu 1945 Warszawa otrzymała w darze od Związku Radzieckiego 30 używanych trolejbusów starszego typu, z których wyremontować zdołano 15. Rosjanie przeszkolili pierwszą grupę ich kierowców. Po raz pierwszy na ulice Warszawy trolejbusy wyjechały w 1946. Dnia 5 stycznia 1946 kursowanie rozpoczęły linie A i B. 15 marca 1946 uruchomiono również linię C. W 1948 zmieniono oznaczenia linii z literowych na cyfrowe (zarezerwowano przedział liczb 50–99, stąd w żargonie warszawskim pojawiło się określenie wiek trolejbusowy). Jego autorem był Stefan Wiechecki „Wiech”.
W listopadzie 1947 zakupiono 10, a w pierwszym półroczu kolejnych 5 nowoczesnych francuskich trolejbusów marki Vetra, później sprowadzono także wyprodukowane w Czechosłowacji pojazdy marki Škoda i z NRD marki LOWA.
Na początku lat sześćdziesiątych XX w. po stołecznych ulicach jeździło 127 wozów na 10 liniach. W 1963 podjęto kroki ku likwidacji sieci trolejbusowej, dziesięć lat później nastąpiła całkowita likwidacja linii trolejbusowych w stolicy. Ostatnia linia trolejbusowa 52 została zlikwidowana 30 czerwca 1973 i zastąpiona przez linię autobusową 183. Jednym z przytaczanych argumentów były problemy wynikające z przecinania się trolejbusowej i tramwajowej sieci trakcyjnej.
9 września 1976 rząd postanowił utworzyć linię trolejbusową łączącą Warszawę z Piasecznem, z myślą o mieszkańcach Piaseczna i pracownikach fabryki kineskopów Unitra Polkolor. Nowa trasa była (poza pętlami) prosta i nie stwarzała problemów spotykanych na trasach w centrum miasta.
1 czerwca 1983 została uruchomiona linia 51 na trasie: Dworzec Południowy – Puławska – Mysiadło – Piaseczno. W 1990 po tej samej trasie został uruchomiony nocny trolejbus 651. Mimo protestów linie 51 i 651 zlikwidowano 31 sierpnia 1995, zastąpiła je dzienna linia autobusowa 709 o zbliżonej trasie. W 2000 ostatecznie zlikwidowano trakcję trolejbusową, przekreślając tym samym nadzieje na powrót komunikacji trolejbusowej w tej części Warszawy.
Przez okres „pierwszych trolejbusów” przypadających na lata 1946–1973 funkcjonowało trzynaście linii: A, B, C, 51, 52, 52 bis, 52 kreślone, 53, 53 bis, 54, 55, 56 i 56 bis. Linia 51 była czynna później jeszcze w latach 1983–1995.
Warszawskie trolejbusy marki Jelcz zostały przekazane do Lublina. Jeden Jelcz PR110E (nr T022) został przekazany kolekcjonerowi zabytkowych pojazdów – Tomaszowi Skrzelińskiemu z Piaseczna.
Szwajcarskie trolejbusy marki Saurer wraz z przyczepami w większości trafiły w ręce organizacji zajmujących się ochroną zabytków techniki, m.in.: Muzeum Przemysłu w Warszawie, Klubu Miłośników Komunikacji Miejskiej w W-wie, Muzeum Motoryzacji i Techniki w Otrębusach, kolekcji Tomasza Skrzelińskiego, Lubelskiego Towarzystwa Ekologicznej Komunikacji oraz Przedsiębiorstwa Komunikacji Trolejbusowej Gdynia.
Z infrastruktury trolejbusowej zostały słupy wzdłuż ulicy Puławskiej i w centrum Piaseczna oraz podstacja trakcyjna na warszawskim Ursynowie (obecnie znajduje się tam klub sportowy). Na terenie dawnej zajezdni trolejbusowej u zbiegu ulic Puławskiej i Energetycznej w Piasecznie planowana jest budowa kompleksu handlowo-usługowo-mieszkaniowego.

## Trasy linii trolejbusowych

### A
| Data       | Numer linii | Rodzaj                    | Trasa | Uwagi                                                                 |
| ---------- | ----------- | ------------------------- | --- | --------------------------------------------------------------------- |
| 5.01.1946  | A           | trolejbusowa zwykła stała | TRĘBACKA – pl. Piłsudskiego – pl. Małachowskiego – Kredytowa – Jasna – Zgoda – Bracka – pl. Trzech Krzyży – Al. Ujazdowskie – al. Szucha – PL. UNII LUBELSKIEJ (powrót: PL. UNII LUBELSKIEJ – Bagatela – Al. Ujazdowskie)                                                                                 | Uruchomienie linii                                                    |
| 8.01.1948  | A           | trolejbusowa zwykła stała | TRĘBACKA – pl. Piłsudskiego – pl. Małachowskiego – Kredytowa – Jasna – Zgoda – Bracka (powrót: Bracka – Szpitalna – pl. Powstańców Warszawy – Mazowiecka – Traugutta) – pl. Trzech Krzyży – Al. Ujazdowskie – al. Szucha – PL. UNII LUBELSKIEJ (powrót: PL. UNII LUBELSKIEJ – Bagatela – Al. Ujazdowskie) | Wprowadzenie ruchu jednokierunkowego w ciasnych uliczkach Śródmieścia |
| 28.11.1948 | A           | trolejbusowa zwykła stała | LIKWIDACJA LINII | Zmiana oznaczenia na 54                                               |

### B
| Data       | Numer linii | Rodzaj                    | Trasa | Uwagi                                                                 |
| ---------- | ----------- | ------------------------- | --- | --------------------------------------------------------------------- |
| 5.01.1946  | B           | trolejbusowa zwykła stała | TRĘBACKA – pl. Piłsudskiego – pl. Małachowskiego – Kredytowa – Jasna – Zgoda – Bracka – pl. Trzech Krzyży – Al. Ujazdowskie – Piękna – Myśliwiecka – ŁAZIENKOWSKA                                                                                 | Uruchomienie linii                                                    |
| 8.01.1948  | B           | trolejbusowa zwykła stała | TRĘBACKA – pl. Piłsudskiego – pl. Małachowskiego – Kredytowa – Jasna – Zgoda – Bracka (powrót: Bracka – Szpitalna – pl. Powstańców Warszawy – Mazowiecka – Traugutta) – pl. Trzech Krzyży – Al. Ujazdowskie – Piękna – Myśliwiecka – ŁAZIENKOWSKA | Wprowadzenie ruchu jednokierunkowego w ciasnych uliczkach Śródmieścia |
| 28.11.1948 | B           | trolejbusowa zwykła stała | LIKWIDACJA LINII | Zmiana oznaczenia na 53                                               |

### C
| Data       | Numer linii | Rodzaj                    | Trasa | Uwagi                                                                                      |
| ---------- | ----------- | ------------------------- | --- | ------------------------------------------------------------------------------------------ |
| 15.03.1946 | C           | trolejbusowa zwykła stała | DW. GDAŃSKI – Sierakowska – Muranowska – Nalewki – Bielańska – Wierzbowa – pl. Piłsudskiego – pl. Małachowskiego – Kredytowa – Jasna – Zgoda – Bracka – pl. Trzech Krzyży – Al. Ujazdowskie – al. Szucha – PL. UNII LUBELSKIEJ (powrót: PL. UNII LUBELSKIEJ – Bagatela – Al. Ujazdowskie)                                            | Uruchomienie linii                                                                         |
| 15.12.1946 | C           | trolejbusowa zwykła stała | LINIA ZAWIESZONA | Budowa ul. Andersa – likwidacja trasy trolejbusowej przez ul. Nalewki                      |
| 20.12.1947 | C           | trolejbusowa zwykła stała | DW. GDAŃSKI – Bonifraterska – Miodowa – Krakowskie Przedmieście – KRAKOWSKIE PRZEDMIEŚCIE / TRĘBACKA | Uruchomienie linii na nowej trasie – czasowo bez połączenia z resztą sieci                 |
| 17.01.1948 | C           | trolejbusowa zwykła stała | DW. GDAŃSKI – Bonifraterska – Miodowa – Krakowskie Przedmieście – Traugutta – Kredytowa – Jasna – Zgoda – Bracka (powrót: Bracka – Szpitalna – pl. Powstańców Warszawy – Mazowiecka – Traugutta) – pl. Trzech Krzyży – Al. Ujazdowskie – al. Szucha – PL. UNII LUBELSKIEJ (powrót: PL. UNII LUBELSKIEJ – Bagatela – Al. Ujazdowskie) | Przedłużenie trasy – połączenie z resztą sieci                                             |
| 6.07.1948  | C           | trolejbusowa zwykła stała | TRĘBACKA – pl. Piłsudskiego – pl. Małachowskiego – Kredytowa – Jasna – Zgoda – Bracka (powrót: Bracka – Szpitalna – pl. Powstańców Warszawy – Mazowiecka – pl. Małachowskiego) – pl. Trzech Krzyży – Al. Ujazdowskie – al. Szucha – PL. UNII LUBELSKIEJ (powrót: PL. UNII LUBELSKIEJ – Bagatela – Al. Ujazdowskie)                   | Zamknięcie ul. Miodowej z powodu groźby zawalenia się ruin u zbiegu ul. Miodowej i Długiej |
| 22.09.1948 | C           | trolejbusowa zwykła stała | LINIA ZAWIESZONA | Dublowanie trasy z linią A                                                                 |
| 8.10.1948  | C           | trolejbusowa zwykła stała | LIKWIDACJA LINII | Przywrócenie kursowania z nowym oznaczeniem 51                                             |

### 51
| Data       | Numer linii | Rodzaj                    | Trasa | Uwagi |
| ---------- | ----------- | ------------------------- | --- | --- |
| 8.10.1948  | 51          | trolejbusowa zwykła stała | DW. GDAŃSKI – Bonifraterska – Miodowa – Krakowskie Przedmieście – Traugutta – Kredytowa – Jasna – Zgoda – Bracka (powrót: Bracka – Szpitalna – pl. Powstańców Warszawy – Mazowiecka – Traugutta) – pl. Trzech Krzyży – Al. Ujazdowskie – al. Szucha – PL. UNII LUBELSKIEJ (powrót: PL. UNII LUBELSKIEJ – Bagatela – Al. Ujazdowskie) | Zmiana oznaczenia linii C |
| 2.06.1949  | 51          | trolejbusowa zwykła stała | PL. MAŁACHOWSKIEGO – Kredytowa – Jasna – Zgoda -Bracka (powrót: Bracka – Szpitalna – pl. Powstańców Warszawy – Mazowiecka – PL. MAŁACHOWSKIEGO.) – pl. Trzech Krzyży – Al. Ujazdowskie – al. Szucha – PL. UNII LUBELSKIEJ (powrót: PL. UNII LUBELSKIEJ – Bagatela – Al. Ujazdowskie)                                                 | Skrócenie trasy – zamknięcie ul. Miodowej z powodu budowy Trasy W-Z                                                                                          |
| 27.06.1949 | 51          | trolejbusowa zwykła stała | MIODOWA – Krakowskie Przedmieście – Traugutta -Kredytowa – Jasna – Zgoda – Bracka (powrót: Bracka – Szpitalna – pl. Powstańców Warszawy – Mazowiecka – Traugutta) – pl. Trzech Krzyży – Al. Ujazdowskie – al. Szucha – PL. UNII LUBELSKIEJ (powrót: PL. UNII LUBELSKIEJ – Bagatela – Al. Ujazdowskie)                                | Otwarcie nowej pętli przy skwerze Hoovera |
| 27.11.1949 | 51          | trolejbusowa zwykła stała | DW. GDAŃSKI – Bonifraterska – Miodowa – Krakowskie Przedmieście – Traugutta – Kredytowa – Jasna – Zgoda – Bracka (powrót: Bracka – Szpitalna – pl. Powstańców Warszawy – Mazowiecka – Traugutta) – pl. Trzech Krzyży – Al. Ujazdowskie – al. Szucha – PL. UNII LUBELSKIEJ (powrót: PL. UNII LUBELSKIEJ – Bagatela – Al. Ujazdowskie) | Przywrócenie ruchu na ul. Miodowej |
| 1.10.1950  | 51          | trolejbusowa zwykła stała | DW. GDAŃSKI – Bonifraterska – Miodowa – Krakowskie Przedmieście – Traugutta – Kredytowa – Jasna – Zgoda – Krucza (powrót: Krucza – Szpitalna – pl. Powstańców Warszawy – Mazowiecka – Traugutta) – Piękna – Myśliwiecka – Łazienkowska – ŁAZIENKOWSKA                                                                                | Otwarcie nowej trasy przez ul. Kruczą z jednoczesnym tymczasowym wycofaniem z pl. Unii Lubelskiej (remont sieci)                                             |
| 26.10.1950 | 51          | trolejbusowa zwykła stała | DW. GDAŃSKI – Bonifraterska – Miodowa – Krakowskie Przedmieście – Traugutta – Kredytowa – Jasna – Zgoda – Krucza (powrót: Krucza – Szpitalna – pl. Powstańców Warszawy – Mazowiecka – Traugutta) – Piękna – Al. Ujazdowskie – al. Szucha – PL. UNII LUBELSKIEJ (powrót: PL. UNII LUBELSKIEJ – Bagatela – Al. Ujazdowskie)            | Przywrócenie ruchu na pl. Unii Lubelskiej |
| 1.08.1964  | 51          | trolejbusowa zwykła stała | DW. GDAŃSKI – Bonifraterska – Miodowa – Krakowskie Przedmieście – Traugutta – Kredytowa – Jasna – Zgoda – Krucza (powrót: Krucza – Szpitalna – pl. Powstańców Warszawy – Mazowiecka – Traugutta) – Piękna – Al. Ujazdowskie –Bagatela – PL. UNII LUBELSKIEJ (powrót: PL. UNII LUBELSKIEJ – Szucha – Al. Ujazdowskie)                 | Wprowadzenie obsługi bezkonduktorskiej |
| 5.03.1967  | 51          | trolejbusowa zwykła stała | LIKWIDACJA LINII | Likwidacja trasy trolejbusowej do pl. Unii Lubelskiej jako pierwszy etap wycofania z Warszawy trakcji trolejbusowej. Przejęcie taboru przez linie 53 i 53bis |
| 1.06.1983  | 51          | trolejbusowa zwykła stała | WILANOWSKA – Puławska – Iwiczna: Puławska – Piaseczno: Puławska – PIASECZNO SZKOLNA (powrót: PIASECZNO SZKOLNA – Chyliczkowska – Armii Krajowej – Puławska) | Uruchomienie linii |
| 1.09.1995  | 51          | trolejbusowa zwykła stała | LIKWIDACJA LINII | Likwidacja sieci trolejbusowej – przejęcie trasy przez linię autobusową 709                                                                                  |

### 52
| Data       | Numer linii | Rodzaj                    | Trasa | Uwagi                                                                                   |
| ---------- | ----------- | ------------------------- | --- | --------------------------------------------------------------------------------------- |
| 24.10.1948 | 52          | trolejbusowa zwykła stała | PL. ZAWISZY – Koszykowa – Piękna – Myśliwiecka – ŁAZIENKOWSKA | Uruchomienie linii                                                                      |
| 20.06.1951 | 52          | trolejbusowa zwykła stała | PL. ZAWISZY – Koszykowa – Piękna – Poznańska – Wilcza – Krucza – Piękna – Myśliwiecka – ŁAZIENKOWSKA | Objazd związany z budową MDM                                                            |
| 21.01.1952 | 52          | trolejbusowa zwykła stała | PL. ZAWISZY – Koszykowa – Piękna – Poznańska – Wilcza – Krucza – Piękna – Myśliwiecka – Łazienkowska – Czerniakowska – CHEŁMSKA | Przedłużenie trasy w celu usprawnienia połączenia bliskiego Czerniakowa ze Śródmieściem |
| 7.07.1952  | 52          | trolejbusowa zwykła stała | MIODOWA – Krakowskie Przedmieście – Traugutta – Kredytowa – Jasna – Zgoda – Krucza (powrót: Krucza – Szpitalna – pl. Powstańców Warszawy – Mazowiecka – Traugutta) – Piękna – Myśliwiecka – Łazienkowska – Czerniakowska – CHEŁMSKA | Przekładanie trakcji na nowych odcinkach ul. Koszykowej i Pięknej                       |
| 22.07.1952 | 52          | trolejbusowa zwykła stała | PL. ZAWISZY – Koszykowa – Piękna – Myśliwiecka – Łazienkowska – Czerniakowska – CHEŁMSKA | Otwarcie MDM. Nowy przebieg ul. Koszykowej i Pięknej                                    |
| 30.07.1956 | 52          | trolejbusowa zwykła stała | PL. ZAWISZY – Koszykowa – Piękna – Myśliwiecka – Łazienkowska – Czerniakowska – PODCHORĄŻYCH | Skrócenie trasy z powodu odbudowy linii tramwajowej do Wilanowa                         |
| 9.02.1958  | 52          | trolejbusowa zwykła stała | PL. ZAWISZY – Koszykowa – Piękna – Myśliwiecka – Łazienkowska – Czerniakowska – CHEŁMSKA | Przywrócenie starej trasy                                                               |
| 1.08.1964  | 52          | trolejbusowa zwykła stała | PL. ZAWISZY – Koszykowa – Piękna – Myśliwiecka – Łazienkowska – Czerniakowska – CHEŁMSKA | Wprowadzenie obsługi bezkonduktorskiej                                                  |
| 1.07.1973  | 52          | trolejbusowa zwykła stała | LIKWIDACJA LINII | Likwidacja ostatniej linii trolejbusowej – przejęcie trasy przez linię autobusową 183   |

### 52 bis
| Data       | Numer linii | Rodzaj | Trasa                                                         | Uwagi                                            |
| ---------- | ----------- | ------ | ------------------------------------------------------------- | ------------------------------------------------ |
| 5.03.1967  | 52 bis      | zwykła | PL. ZAWISZY – Koszykowa – Piękna – Myśliwiecka – ŁAZIENKOWSKA | Uruchomienie linii jako pomocniczej dla linii 52 |
| 11.06.1972 | 52 bis      | zwykła | LIKWIDACJA LINII                                              |                                                  |

### 53
| Data       | Numer linii | Rodzaj | Trasa | Uwagi                                                                               |
| ---------- | ----------- | ------ | --- | ----------------------------------------------------------------------------------- |
| 28.11.1948 | 53          | zwykła | TRĘBACKA – pl. Piłsudskiego – pl. Małachowskiego – Kredytowa – Jasna – Zgoda – Bracka (powrót: Bracka – Szpitalna – pl. Powstańców Warszawy – Mazowiecka – Traugutta) – pl. Trzech Krzyży – Al. Ujazdowskie – Piękna – Myśliwiecka – ŁAZIENKOWSKA                                                                                     | Zmiana oznaczenia linii B                                                           |
| 27.06.1949 | 53          | zwykła | MIODOWA – Krakowskie Przedmieście – Traugutta – Kredytowa – Jasna – Zgoda – Bracka (powrót: Bracka – Szpitalna – pl. Powstańców Warszawy – Mazowiecka – Traugutta) – pl. Trzech Krzyży – Al. Ujazdowskie – Piękna – Myśliwiecka – ŁAZIENKOWSKA                                                                                        | Otwarcie nowej pętli przy skwerze Hoovera                                           |
| 22.07.1949 | 53          | zwykła | DW. GDAŃSKI – Bonifraterska – Miodowa – Krakowskie Przedmieście – Traugutta – Kredytowa – Jasna – Zgoda – Bracka (powrót: Bracka – Szpitalna – pl. Powstańców Warszawy – Mazowiecka – Traugutta) – pl. Trzech Krzyży – Al. Ujazdowskie – Piękna – Myśliwiecka – ŁAZIENKOWSKA                                                          | Przedłużenie trasy                                                                  |
| 1.10.1950  | 53          | zwykła | DW. GDAŃSKI – Bonifraterska – Miodowa – Krakowskie Przedmieście – Traugutta – Kredytowa – Jasna – Zgoda – Krucza (powrót: Krucza – Szpitalna – pl. Powstańców Warszawy – Mazowiecka – Traugutta) – Piękna – Myśliwiecka – Łazienkowska – ŁAZIENKOWSKA                                                                                 | Otwarcie nowej trasy przez ul. Kruczą                                               |
| 18.04.1956 | 53          | zwykła | DW. GDAŃSKI – Bonifraterska – Miodowa – Krakowskie Przedmieście – Traugutta – Kredytowa – Jasna – Zgoda – Krucza (powrót: Krucza – Szpitalna – pl. Powstańców Warszawy – Mazowiecka – Traugutta) – Piękna – Myśliwiecka – Łazienkowska – Czerniakowska – CHEŁMSKA                                                                     | Przedłużenie trasy w rejonie Sielc                                                  |
| 30.07.1956 | 53          | zwykła | DW. GDAŃSKI – Bonifraterska – Miodowa – Krakowskie Przedmieście – Traugutta – Kredytowa – Jasna – Zgoda – Krucza (powrót: Krucza – Szpitalna – pl. Powstańców Warszawy – Mazowiecka – Traugutta) – Piękna – Myśliwiecka – Łazienkowska – Czerniakowska – PODCHORĄŻYCH                                                                 | Skrócenie trasy z powodu odbudowy linii tramwajowej do Wilanowa                     |
| 9.02.1958  | 53          | zwykła | DW. GDAŃSKI – Bonifraterska – Miodowa – Krakowskie Przedmieście – Traugutta – Kredytowa – Jasna – Zgoda – Krucza (powrót: Krucza – Szpitalna – pl. Powstańców Warszawy – Mazowiecka – Traugutta) – Piękna – Myśliwiecka – Łazienkowska – Czerniakowska – CHEŁMSKA                                                                     | Przywrócenie starej trasy                                                           |
| 1.08.1964  | 53          | zwykła | DW. GDAŃSKI – Bonifraterska – Miodowa – Krakowskie Przedmieście – Traugutta – Kredytowa – Jasna – Zgoda – Krucza (powrót: Krucza – Szpitalna – pl. Powstańców Warszawy – Mazowiecka – Traugutta) – Piękna – Myśliwiecka – Łazienkowska – Czerniakowska – CHEŁMSKA                                                                     | Wprowadzenie obsługi bezkonduktorskiej                                              |
| 12.04.1970 | 53          | zwykła | FRANCISZKAŃSKA – Bonifraterska – Miodowa (powrót: Miodowa – Świętojerska – Nowiniarska – FRANCISZKAŃSKA.) – Krakowskie Przedmieście – Traugutta – Kredytowa – Jasna – Zgoda – Krucza (powrót: Krucza – Szpitalna – pl. Powstańców Warszawy – Mazowiecka – Traugutta) – Piękna – Myśliwiecka – Łazienkowska – Czerniakowska – CHEŁMSKA | Skrócenie trasy z powodu przebudowy skrzyżowania ul. Bonifraterskiej i Muranowskiej |
| 11.06.1972 | 53          | zwykła | LIKWIDACJA LINII | Przejęcie trasy przez linię autobusową 179                                          |

### 53 bis
| Data       | Numer linii | Rodzaj | Trasa | Uwagi                                                                               |
| ---------- | ----------- | ------ | --- | ----------------------------------------------------------------------------------- |
| 5.03.1967  | 53 bis      | zwykła | DW. GDAŃSKI – Bonifraterska – Miodowa – Krakowskie Przedmieście – Traugutta – Kredytowa – Jasna – Zgoda – Krucza (powrót: Krucza – Szpitalna – pl. Powstańców Warszawy – Mazowiecka – Traugutta) – Piękna – Myśliwiecka – ŁAZIENKOWSKA                                                                     | Uruchomienie linii związane z likwidacją linii 51                                   |
| 12.04.1970 | 53 bis      | zwykła | FRANCISZKAŃSKA – Bonifraterska – Miodowa (powrót: Miodowa – Świętojerska – Nowiniarska – FRANCISZKAŃSKA.) – Krakowskie Przedmieście – Traugutta – Kredytowa – Jasna – Zgoda – Krucza (powrót: Krucza – Szpitalna – pl. Powstańców Warszawy – Mazowiecka – Traugutta) – Piękna – Myśliwiecka – ŁAZIENKOWSKA | Skrócenie trasy z powodu przebudowy skrzyżowania ul. Bonifraterskiej i Muranowskiej |
| 11.06.1972 | 53 bis      | zwykła | LIKWIDACJA LINII | Przejęcie trasy przez linię autobusową 379                                          |

### 54
| Data       | Numer linii | Rodzaj | Trasa | Uwagi |
| ---------- | ----------- | ------ | --- | --- |
| 28.11.1948 | 54          | zwykła | TRĘBACKA – pl. Piłsudskiego – pl. Małachowskiego – Kredytowa – Jasna – Zgoda – Bracka (powrót: Bracka – Szpitalna – pl. Powstańców Warszawy – Mazowiecka – Traugutta) – pl. Trzech Krzyży – Al. Ujazdowskie – al. Szucha – PL. UNII LUBELSKIEJ (powrót: PL. UNII LUBELSKIEJ – Bagatela – Al. Ujazdowskie) | Zmiana oznaczenia linii A                                                                                        |
| 22.07.1949 | 54          | zwykła | MIODOWA – Krakowskie Przedmieście – Traugutta – Kredytowa – Jasna – Zgoda – Bracka (powrót: Bracka – Szpitalna – pl. Powstańców Warszawy – Mazowiecka – Traugutta) – pl. Trzech Krzyży – Al. Ujazdowskie – al. Szucha – PL. UNII LUBELSKIEJ (powrót: PL. UNII LUBELSKIEJ – Bagatela – Al. Ujazdowskie)    | Otwarcie nowej pętli przy skwerze Hoovera                                                                        |
| 1.10.1950  | 54          | zwykła | MIODOWA – Krakowskie Przedmieście – Traugutta – Kredytowa – Jasna – Zgoda – Krucza (powrót: Krucza – Szpitalna – pl. Powstańców Warszawy – Mazowiecka – Traugutta) – Piękna – Myśliwiecka – Łazienkowska – ŁAZIENKOWSKA                                                                                   | Otwarcie nowej trasy przez ul. Kruczą z jednoczesnym tymczasowym wycofaniem z pl. Unii Lubelskiej (remont sieci) |
| 8.10.1950  | 54          | zwykła | MIODOWA – Krakowskie Przedmieście – Traugutta – Kredytowa – Jasna – Zgoda – Krucza (powrót: Krucza – Szpitalna – pl. Powstańców Warszawy – Mazowiecka – Traugutta) – Piękna – Koszykowa – PL. ZAWISZY | Zmiana trasy objazdowej w związku z przepełnieniem pętli na Łazienkowskiej                                       |
| 26.10.1950 | 54          | zwykła | MIODOWA – Krakowskie Przedmieście – Traugutta – Kredytowa – Jasna – Zgoda – Krucza (powrót: Krucza – Szpitalna – pl. Powstańców Warszawy – Mazowiecka – Traugutta) – Piękna – Al. Ujazdowskie – Bagatela – PL. UNII LUBELSKIEJ (powrót: PL. UNII LUBELSKIEJ – Szucha – Al. Ujazdowskie)                   | Przywrócenie ruchu na pl. Unii Lubelskiej                                                                        |
| 6.10.1964  | 54          | zwykła | LIKWIDACJA LINII | Likwidacja pętli przed kościołem św. Anny – przejęcie taboru przez linię 51                                      |

### 55
| Data       | Numer linii | Rodzaj | Trasa | Uwagi                                                              |
| ---------- | ----------- | ------ | --- | ------------------------------------------------------------------ |
| 2.10.1949  | 55          | zwykła | ŁAZIENKOWSKA – Łazienkowska – Myśliwiecka – Piękna – Koszykowa – al. Niepodległości – Odyńca – KAZIMIERZOWSKA (powrót: KAZIMIERZOWSKA – Ursynowska – al. Niepodległości)                                        | Uruchomienie linii – otwarcie nowej trasy przez al. Niepodległości |
| 20.06.1951 | 55          | zwykła | ŁAZIENKOWSKA – Łazienkowska – Myśliwiecka – Piękna – Krucza – Wilcza – Poznańska – Piękna – Koszykowa – al. Niepodległości – Odyńca – KAZIMIERZOWSKA (powrót: KAZIMIERZOWSKA – Ursynowska – al. Niepodległości) | Objazd związany z budową MDM                                       |
| 7.07.1952  | 55          | zwykła | LINIA ZAWIESZONA | Przekładanie trakcji na nowym przebiegu ul. Koszykowej i Pięknej   |
| 22.07.1952 | 55          | zwykła | ŁAZIENKOWSKA – Łazienkowska – Myśliwiecka – Piękna – Koszykowa – al. Niepodległości – Odyńca – KAZIMIERZOWSKA (powrót: KAZIMIERZOWSKA – Ursynowska – al. Niepodległości)                                        | Otwarcie MDM. Nowy przebieg ul. Koszykowej i Pięknej               |
| 1.08.1964  | 55          | zwykła | ŁAZIENKOWSKA – Łazienkowska – Myśliwiecka – Piękna – Koszykowa – al. Niepodległości – Odyńca – KAZIMIERZOWSKA (powrót: KAZIMIERZOWSKA – Ursynowska – al. Niepodległości)                                        | Wprowadzenie obsługi bezkonduktorskiej                             |
| 5.03.1967  | 55          | zwykła | LIKWIDACJA LINII | Przejęcie taboru przez linię 52bis                                 |

### 56
| Data       | Numer linii | Rodzaj | Trasa | Uwagi                                                                              |
| ---------- | ----------- | ------ | --- | ---------------------------------------------------------------------------------- |
| 21.01.1952 | 56          | zwykła | AL. JANA PAWŁA II/SIENNA – al. Jana Pawła II – Chałubińskiego – al. Niepodległości – Odyńca – KAZIMIERZOWSKA (powrót: KAZIMIERZOWSKA – Ursynowska – al. Niepodległości) | Uruchomienie linii                                                                 |
| 9.11.1952  | 56          | zwykła | AL. JANA PAWŁA II / TWARDA – al. Jana Pawła II – Chałubińskiego – al. Niepodległości – Odyńca – KAZIMIERZOWSKA (powrót: KAZIMIERZOWSKA – Ursynowska – al. Niepodległości) | Przedłużenie trasy                                                                 |
| 1.05.1955  | 56          | zwykła | MIODOWA – Krakowskie Przedmieście – Traugutta – Kredytowa – Świętokrzyska (powrót: Świętokrzyska – Mazowiecka – Traugutta) – al. Jana Pawła II – Chałubińskiego – al. Niepodległości – Odyńca – KAZIMIERZOWSKA (powrót: KAZIMIERZOWSKA – Ursynowska – al. Niepodległości)                                                                                                   | Przedłużenie trasy – oddanie do użytku trasy trolejbusowej przez ul. Świętokrzyską |
| 6.01.1964  | 56          | zwykła | FRANCISZKAŃSKA – Bonifraterska – Miodowa (powrót: Miodowa – Świętojerska – Nowiniarska – FRANCISZKAŃSKA.) – Krakowskie Przedmieście – Traugutta – Kredytowa – Świętokrzyska (powrót: Świętokrzyska – Mazowiecka – Traugutta) – al. Jana Pawła II – Chałubińskiego – al. Niepodległości – Odyńca – KAZIMIERZOWSKA (powrót: KAZIMIERZOWSKA – Ursynowska – al. Niepodległości) | Przedłużenie trasy do nowej pętli w rejonie Nowego Miasta                          |
| 1.08.1964  | 56          | zwykła | FRANCISZKAŃSKA – Bonifraterska – Miodowa (powrót: Miodowa – Świętojerska – Nowiniarska – FRANCISZKAŃSKA.) – Krakowskie Przedmieście – Traugutta – Kredytowa – Świętokrzyska (powrót: Świętokrzyska – Mazowiecka – Traugutta) – al. Jana Pawła II – Chałubińskiego – al. Niepodległości – Odyńca – KAZIMIERZOWSKA (powrót: KAZIMIERZOWSKA – Ursynowska – al. Niepodległości) | Wprowadzenie obsługi bezkonduktorskiej                                             |
| 1.08.1970  | 56          | zwykła | LIKWIDACJA LINII | Przejęcie trasy przez linie 171 i 371                                              |

### 56 bis
| Data       | Numer linii | Rodzaj                                  | Trasa | Uwagi |
| ---------- | ----------- | --------------------------------------- | --- | --- |
| 20.06.1955 | 56 bis      | okresowa szczytowa (kurs w dni robocze) | AL. JANA PAWŁA II / TWARDA – al. Jana Pawła II – Chałubińskiego – al. Niepodległości – Odyńca – KAZIMIERZOWSKA (powrót: KAZIMIERZOWSKA – Ursynowska – al. Niepodległości)                                                                                | Uruchomienie linii wspomagającej linię 56 na najbardziej przeciążonym odcinku |
| 11.05.1959 | 56 bis      | okresowa szczytowa (kurs w dni robocze) | LIKWIDACJA LINII | Słaba frekwencja |
| 6.01.1964  | 56 bis      | okresowa szczytowa (kurs w dni robocze) | PL. MAŁACHOWSKIEGO – Kredytowa – Świętokrzyska (powrót: Świętokrzyska – Mazowiecka – PL. MAŁACHOWSKIEGO.) – al. Jana Pawła II – Chałubińskiego – al. Niepodległości – Odyńca – KAZIMIERZOWSKA (powrót: KAZIMIERZOWSKA – Ursynowska – al. Niepodległości) | Uruchomienie linii jako pomocniczej dla linii 56 |
| 25.04.1964 | 56 bis      | okresowa szczytowa (kurs w dni robocze) | PL. MAŁACHOWSKIEGO – Kredytowa – Świętokrzyska (powrót: Świętokrzyska – Mazowiecka – PL. MAŁACHOWSKIEGO.) – al. Jana Pawła II – Chałubińskiego – al. Niepodległości – Odyńca – KAZIMIERZOWSKA (powrót: KAZIMIERZOWSKA – Ursynowska – al. Niepodległości) | Linia bez obsługi konduktorskiej – tylko dla posiadaczy kart pracowniczych oraz biletów miesięcznych. „Posiadacze kart po wejściu zobowiązani są sami kasować długopisem lub chemicznym ołówkiem przejazd na swej karcie” |
| 11.05.1970 | 56 bis      | okresowa szczytowa (kurs w dni robocze) | LIKWIDACJA LINII | Konieczność zezłomowania 11 wozów – przejęcie trasy przez linię 171 |

### 52 (kreślone)
| Data       | Numer linii | Rodzaj | Trasa                                                                                        | Uwagi                                                           |
| ---------- | ----------- | ------ | -------------------------------------------------------------------------------------------- | --------------------------------------------------------------- |
| 1.04.1956  | 52          | nocna  | PL. ZAWISZY – Koszykowa – Piękna – Myśliwiecka – Łazienkowska – Czerniakowska – CHEŁMSKA     | Uruchomienie linii                                              |
| 30.07.1956 | 52          | nocna  | PL. ZAWISZY – Koszykowa – Piękna – Myśliwiecka – Łazienkowska – Czerniakowska – PODCHORĄŻYCH | Skrócenie trasy z powodu odbudowy linii tramwajowej do Wilanowa |
| 9.12.1958  | 52          | nocna  | PL. ZAWISZY – Koszykowa – Piękna – Myśliwiecka – Łazienkowska – Czerniakowska – CHEŁMSKA     | Przywrócenie starej trasy                                       |
| 28.12.1963 | 52          | nocna  | LIKWIDACJA LINII                                                                             | Zastąpienie przez linię autobusową 612                          |

### 651
| Data       | Numer linii | Rodzaj           | Trasa | Uwagi                          |
| ---------- | ----------- | ---------------- | --- | ------------------------------ |
| 24.11.1990 | 651         | podmiejska nocna | trasa WILANOWSKA – Puławska – Iwiczna: Puławska – Piaseczno: Puławska – PIASECZNO SZKOLNA (powrót: PIASECZNO SZKOLNA – Chyliczkowska – Armii Krajowej – Puławska) | Uruchomienie linii             |
| 1.09.1995  | 651         | podmiejska nocna | LIKWIDACJA LINII | Likwidacja sieci trolejbusowej |

### Schematy

Linia nr 51, 1963
Linia nr 52, 1963
Linia nr 52 bis, 1967
Linia nr 52 kreślone, 1958
Linia nr 53, 1964
Linia nr 54, 1964
Linia nr 55, 1964
Linia nr 56, 1964
Linia nr 56 bis, 1964
Linia nr 51, 1995

## Tabor
- JaTB-2 (1945–1952)[8]
- Vetra VBRh (1947–1963)
- LOWA W601/LOWA W602a (1952–1965)[8]
- Škoda 7Tr4 (1954–1973)[8]
- Škoda 8Tr (1955–1972)[8]
- Škoda 9Tr (1964–1973)[8]
- Škoda/Vetra/MZK (1962–1963)
- ZiU-9 (1983–1991)[8]
- Jelcz PR110E (1989–1995)[8]
- Saurer 4TIILM (1992–1995)[8]

W 1977 roku powstał prototyp Jelcz PR100E, który nigdy nie został wprowadzony do eksploatacji.